# アーマード・コア3 サイレントライン
『アーマード・コア3 サイレントライン』（ARMORED CORE3 SILENT LINE）はフロム・ソフトウェアから発売されたPlayStation 2用ロボットアクションゲームであり、『アーマード・コアシリーズ』の7作目である。通称は『SL』（Silent Lineより）。2003年1月13日発売。2004年2月26日に廉価版が発売された。キャッチコピーは「それは、侵してはならない「領域」―。」。
2009年11月19日に、様々な追加要素を加えた『アーマード・コア サイレントライン ポータブル』が発売された。

## 概要
AC3の続編だが、ストーリー上の直接の関連性は無い。ただし前作に登場したマップやキャラクターなどが少数登場する。
パーツ数が大きく増加。また、『SL』独自の要素として、武器破壊とAI育成の2つを用意している。一方で、ブレードのホーミング性能の悪化、銃器のロック補正の悪化、新規OBコアに非常にエネルギー効率の良いものが登場した事などから、前作とは全く違うセオリーが存在する。そのため、対戦では両手に銃を持つ、通称「ダブルトリガー」がそれ以外のスタイルより強力なため、本作以降のシリーズでは主流になっている。

## ゲームシステム
前作と同様にミッションとアリーナの構成で、評価システムは本作においても引き続き採用されているが、オプショナルパーツ「OP-INTENSIFY」装備時でのSランク取得ができなくなっている。
データコンバート
前作『AC3』からのセーブデータのロードに対応(PSP版は『AC3P』からのデータコンバートに対応)。但し、次作『NX』から『LR』までの作品からのデータコンバートは不可。コンバート可能なのは、所持金、所持パーツ、エンブレム等である。尚、『AC2』、『AA』からのデータコンバートはエンブレムのみ可能。
パーツ数の大幅増加
特に左手銃が多数存在する事は、前作までと大きく違う。また、それまでの作品では左腕用のシールドはエネルギースクリーンによって防御を行うもの（いわゆるビームシールド）のみとなっていたが、本作からは金属製の「盾」も追加されている。実弾防御に優れ、エネルギーを使用しないため、ジェネレーターに負担をかけること無く防御を上げることができる。しかし、EN防御が低く、エネルギーシールドのように断熱性能は無く、敵ブレード攻撃を弾けない欠点もある。さらに、前作登場したイクシードオービットに実弾タイプが登場した。増えたパーツの外見は、既存パーツの色違いのものが多い。本作では、条件付きクリアで取得可能な隠しパーツが大幅に増加している。
武器破壊
機体に装備されている武器パーツに耐久値が存在し、ある程度攻撃を受けると破壊されて使用不能になる。被弾する向きによってダメージを受けるパーツが決まる設定になっていた。各武器ごとにパーツに対する攻撃力と耐久値が異なっている。
このシステムはゲームバランスが悪く、さらに対戦では主武装が破壊された時点で勝負が実質的に決まってしまうため、武器破壊はデフォルトではOFFに設定されている。後に『LR』で採用された部位破壊に近いシステムである。
AI育成
自分の機体のコピーを作成し、その機体を使ってアリーナで戦闘することによってデータを蓄積させるというもの。こちらの動きをそのまま学習する訳ではなく、ある一定の法則に基づいて学習するため、知らないと思うように育成出来ない。そのため、戦闘に耐えうるAIを作成するためにはかなりの根気が必要。
コクピット視点モードの採用
本作においては他作品では隠しコマンドによって可能となるコクピット視点モードがデフォルトで使用可能となっている。こちらは他作品とは異なり、計器板などが表示されるようになっているが、実質的に飾りと言っていい。
迷彩パターン塗装の復刻
『AC2』シリーズでは登場しなかった迷彩パターン塗装がMOA以来の復活を遂げている。ただし、『PSAC』のそれが幾つかある迷彩パターンの中からパターンと配色を選択するのと異なり、こちらでは通常のカラーリングと同様のシステムを採っている。そのため、迷彩パターンは実質1つだけである。
PSP版での追加機能
PSP版はアドホック通信による最大4人での通信対戦が可能である。また、本作PSP版ではロード時間を短縮するデータインストール機能が搭載された。データインストール機能を使用する場合は、別途メモリースティックDuoが必須となる。
その他
本作のアリーナでは、PS時代同様にステージごとのBGMがランダムに選ばれるが、PSP版ではステージごとのBGMが固定されている。
PS2版はi.LINKケーブル使用で最大4人まで、モデム通信で最大2人までの対戦が可能。

## ストーリー
管理者が破壊されてから数年。人類は企業の提唱した「Brigade Project」（地上開発プロジェクト）によって新しい世界の発見を急ぐとともに、地上の開発計画を行っていた。
しかしその過程で、未踏査地区の調査中、調査部隊が謎の機体と衛星砲の攻撃によって全滅するという事態が発生し、以後、その区域はサイレントラインと呼ばれることとなった。

## 登場キャラクター
エマ・シアーズ
声：折笠富美子
本作における主人公のオペレーター。
セレ・クロワール
声：勝生真沙子
戦闘用AIの技術を企業に提供する研究者。作中、主人公と接触し、問いかけてくる。その正体はかつて存在したもう一つのレイヤードの管理者であった。
エクレール
声：勝生真沙子
近接戦に特化したMTを駆る女性傭兵。後にACに乗り換えるが、そちらも武器腕ブレードを装備した近接格闘戦特化型の機体となっている。機体名はともにラファール。主人公の僚機として度々行動を共にすることになる。
フォグシャドウ
ランキング3位の上位ランカーレイヴン。乗機は近距離戦主体の軽量二脚型ACシルエット。その名の通り、相手の死角に回り込むような動きから攻撃を加える戦法を得意とする。強化人間でないにも拘らずランキング3位以内に君臨するシリーズ中でも極めて珍しい存在である。
カロンブライブ
熱暴走を狙った兵器を多数装備する中距離戦主体の中量二脚ACファイヤーバードに搭乗する。生存が絶望的と言われた中で何度も舞い戻る事から不死身と噂され「不死鳥」の異名をとる。実際のミッション中でも、機体が大破しても死亡せずに脱出・離脱し、アリーナ名簿から抹消されることはない。装備自体は強力ではないが、卓越した操縦テクニックと前述したとおり熱暴走狙いの武装のため、連続しての被弾は危険である。何度か僚機として、又、選定試験の相手としても登場する優遇されたキャラクターである。ランキング順位は8位にもかかわらず、他シリーズの慣例とは異なり強化人間ではない。
サイプレス
『3』の時代にも登場していたキャラクターで唯一登場するキャラクター。3の時点では上位ランカーレイヴンだったが、アリーナからは抜けたようである。今作ではとあるミッションに登場するが、戦闘領域が狭く障害物が散乱しているためフロート型脚部の機動力を殺されており、前作ほどの強さではない。前作と同じく搭乗ACはテン・コマンドメンツ。
ダブルハート
サーティと同じく、ARMORED CORE BRAVE NEW WORLDからのゲストランカー。小説とは異なり、右腕武装が変更されている。愛機はウィクトーリア。ウィクトーリアとは、ローマ神話におけるニーケー。
セル・フィッシュ
今作のゲストランカー。ホビージャパンが送り込んだレイヴンで、「掃除屋」と呼ばれている。ホビージャパン版とは装備が異なる。愛機は、ソロモン72柱の1柱である、フォルカス。

## 登場組織
ミラージュ
声：佐々木優子
地下世界レイヤードの時代から最大の勢力を保ち続ける企業。
サイレントラインに存在するとされる未知の力を欲して積極的な調査を繰り返すが、他企業の牽制や謎の勢力による妨害で未だ成果を得られない状況にある。
クレスト・インダストリアル
声：家弓家正
ミラージュに次ぐ力を持つ企業。
サイレントラインの力を手に入れることよりも、ミラージュの独走を抑えることに重点を置いている。また、レイヤードの維持、復興にも力を注いでいる。
キサラギ
声：津久井教生
地下世界の騒乱で大きな痛手を受け、弱体化を余儀なくされた企業。
サイレントラインの調査よりも自社勢力の建て直しが急務となっている。
グローバルコーテックス
地下世界から引き続き、地上においてもレイヴンを統括する役目を担う。
AI研究所
地上進出後に設立された新興企業。
旧世代技術であるAI制御の復元・実用化に成功し、ACやMTの無人制御技術に飛躍的な向上をもたらした。しかし、個人との接触や各企業との取引は全てネット上で行われており、その実態は謎のままである。